# Too Many Cooks (programma televisivo)
Too Many Cooks è un episodio speciale del programma televisivo Infomercials di Adult Swim del 2014, creato da Casper Kelly.
Andato in onda il 28 ottobre 2014, è diventato rapidamente un video virale sul web ed è stato ripetuto ogni sera a mezzanotte durante la settimana dell'11 novembre 2014.

## Trama
Il video inizia parodizzando i crediti d'apertura delle sitcom americane degli anni 80 e 90, poi parla dei drammi criminali, delle prime soap opere, dei cartoni animati del sabato mattina, della serie live-action di supereroi e infine degli show televisivi di fantascienza. Nel mezzo di questa sequenza, si può sentire una "finta" narrazione che include elementi di film slasher, in cui molte delle persone stereotipate, nominate nei crediti di apertura vengono uccisi, cucinati e mangiati da un maniaco con un machete. La sequenza dei crediti di apertura termina dopo circa dieci minuti , con tutti i caratteri dell'apertura davanti a una casa. Il corto si conclude dopo circa dieci secondi, tagliando i crediti di chiusura, durante la comparsa di una sola linea di dialogo.